# Vegetale (album)
Végétale è il terzo album del gruppo francese Ulan Bator, pubblicato nel 1997.

## Tracce
1. Lumiere Blanche / Schneetum – 8:11
2. Cephalopode – 5:44
3. Pekisch Organ – 6:12 – (part 1+2)
4. Fievre Hectique – 6:18 – (part 1+2)
5. Hart – 6:26
6. Fuite – 5:44
7. Embarquement – 7:13